# The Eagle Has Landed
The Eagle Has Landed – album koncertowy Elvisa Presleya, składający się z koncertu nagranego 4 czerwca 1975 roku w Houston w Teksasie. Elvis ubrany był w Silver Phoenix suit. Wydany został w 2001 roku.

## Lista utworów
1. "2001 Theme"
2. "See See Rider"
3. "I Got a Woman – Amen"
4. "Love Me"
5. "If You Love Me"
6. "Love Me Tender"
7. "All Shook Up"
8. "Teddy Bear – Don’t Be Cruel"
9. "Hound Dog"
10. "The Eyes Of Texas" (fragment)
11. "The Wonder of You"
12. "Burning Love"
13. "Band Introduction"
14. "Johnny B. Goode"
15. "Drum Solo"
16. "Bass Solo"
17. "Piano Solo"
18. "School Days"
19. "T-R-O-U-B-L-E" (niekompletne)
20. "Why Me Lord"
21. "How Great Thou Art" + reprise
22. "Let Me Be There"
23. "American Trilogy"
24. "Funny How Time Slips Away"
25. "Little Darlin'"
26. "Mystery Train - Tiger Man"
27. "Can’t Help Falling in Love"
28. "Closing Vamp"